# Nowe (osada w województwie wielkopolskim)
Nowe – osada w Polsce położona w województwie wielkopolskim, w powiecie wągrowieckim, w gminie Wągrowiec.
W latach 1975–1998 miejscowość administracyjnie należała do województwa pilskiego.